# Operação Árvore de Natal
Operação Árvore de Natal (alemão - Unternehmen Tannenbaum), anteriormente conhecida como operação Grün ("Verde"), foi uma plano, cancelado, da Alemanha Nazista e Itália Fascista, para invadir a Suíça e o Liechtenstein durante a II Guerra Mundial.

## Contexto
Por razões estratégicas, Adolf Hitler fez repetidas garantias, antes da eclosão da II Guerra Mundial, de que a Alemanha respeitaria a neutralidade suíça no caso de um conflito militar na Europa. Em Fevereiro de 1937, ele anunciou que "em todos os momentos, aconteça o que acontecer, respeitaremos a inviolabilidade e neutralidade da Suíça" ao conselheiro federal suíço Edmund Schulthess, reiterando essa promessa pouco antes da invasão nazista da Polônia. Estas foram, no entanto, puramente manobras políticas destinadas a garantir a passividade da Suíça. A Alemanha Nazista planejava acabar com a independência da Suíça depois de ter derrotado seus principais inimigos no continente.

### Atitudes nazistas em relação à Suíça
Numa reunião realizada com o Duce (líder da Itália fascista), Benito Mussolini, e Galeazzo Ciano (ministro das relações exteriores da Itália), em Junho de 1941, Hitler declarou claramente sua opinião sobre a Suíça:
"A Suíça possuía o povo e o sistema político mais repugnantes e miseráveis. Os suíços eram os inimigos mortais da nova Alemanha."
Em uma discussão posterior, o ministro do III Reich, Joachim von Ribbentrop, aludiu diretamente à possibilidade de dividir a Suíça entre as duas potências do Eixo:
"Na pergunta do Duce se a Suíça, como um verdadeiro anacronismo, tinha futuro, o ministro do Exterior do Reich sorriu e disse ao Duce que ele teria que discutir isso com o Führer."
Em Agosto de 1942, Hitler descreveu a Suíça como "uma espinha na face da Europa" e como um estado que não tinha mais o direito de existir, denunciando o povo suíço como "um ramo desvantajoso de nosso Volk (povo)". Uma democracia pequena, multilíngüe e descentralizada - na qual os falantes de alemão sentiam afinidade e lealdade para com seus cidadãos suíços falantes de francês, ao invés de seus irmãos alemães do outro lado da fronteira - era do ponto de vista nacional-socialista - uma antítese total do racismo homogêneo e coletivizado do "Führerprinzip". Hitler também acreditava que o Estado suíço independente havia surgido devido à fraqueza temporária do Sacro Império Romano-Germânico, e agora que seu poder havia sido restabelecido com o Machtergreifung (ascensão do nazismo), o país havia se tornado obsoleto.
Por mais que Hitler desprezasse os suíços-alemães de mentalidade democrática como o "ramo rebelde do povo alemão", ele ainda reconhecia seu status como alemães. Além disso, os objetivos políticos abertamente alemães do NSDAP (Partido Nacional-Socialista dos Trabalhadores Alemães) pediram a unificação de todos os alemães em uma Grande Alemanha, incluindo o povo suíço. O primeiro objetivo do Programa de 25 pontos afirmava que "Nós [Partido Nacional Socialista] exigimos a unificação de todos os alemães na Grande Alemanha com base no direito das pessoas à autodeterminação".
Nos seus mapas da "Grande Alemanha", os livros escolares alemães incluíam os Países Baixos, Bélgica, Áustria, Boêmia-Morávia, as regiões de língua alemã da Suíça e a Polônia ocidental, desde Danzigue (atual Gdańsk) até Cracóvia. Ignorando o status da Suíça como um estado soberano, esses mapas frequentemente mostravam seu território como um Gau alemão. O autor de um desses livros didáticos, Ewald Banse, explicou: "Naturalmente, consideramos vocês suíços como ramos da nação alemã, juntamente com os holandeses, os flamengos, os lorenos, os alsacianos, os austríacos e os boêmios... um dia nos agruparemos sob uma única bandeira, e exterminaremos quem tentar nos separar!" Vários nazistas foram explícitos sobre a intenção alemã de "expandir as fronteiras da Alemanha até os limites mais distantes do antigo Sacro Império Romano-Germânico, e até mesmo além."
Embora não fosse ideologica ou politicamente alinhado ao nazismo, mesmo oferecendo apoio intelectual em seu trabalho, o geopolítico Karl Haushofer também defendeu a divisão da Suíça entre seus vizinhos, onde a Welschland (Suíça romanda) seria cedida à França de Vichy, Ticino para a Itália e a Suíça central/oriental para a Alemanha.

## Preparativos militares

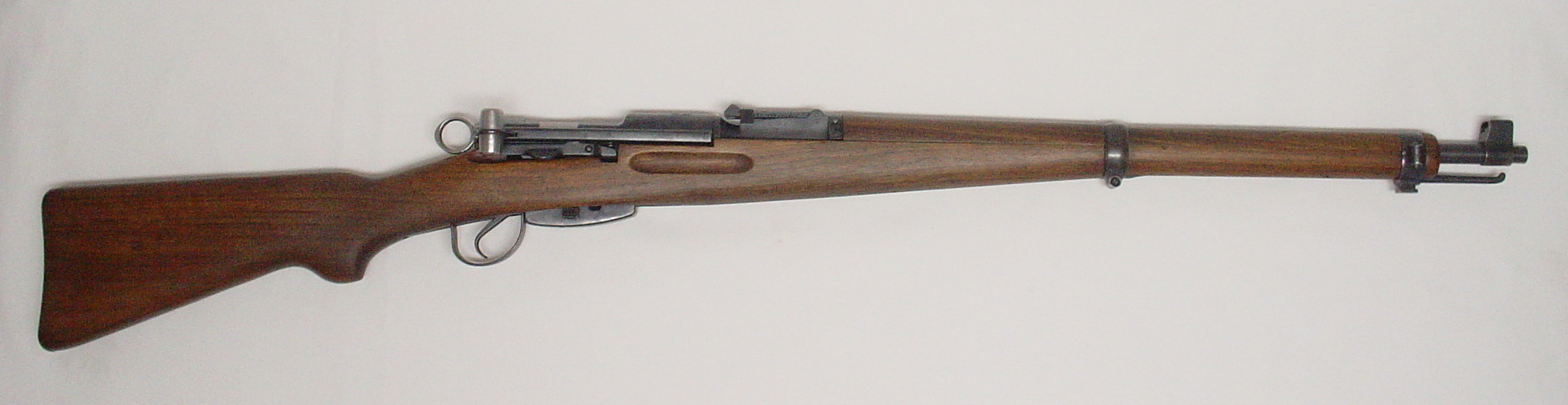
Fuzil K31.

Foi aprovado um aumento nos gastos com defesa na Suíça, com uma primeira parcela de 15 milhões de francos suíços (de um orçamento total de 100 milhões de francos) para a modernização. Com a renúncia de Hitler ao Tratado de Versalhes em 1935, esse gasto subiu para 90 milhões de francos. O K31 tornou-se o fuzil de infantaria padrão em 1933 e era superior ao alemão Karabiner 98k em facilidade de uso, precisão e peso. Até o final da II Guerra Mundial, quase 350.000 seriam produzidos.
A Suíça tem uma forma única de generalato. Em tempo de paz, não há oficial com nível mais alto que o de Korpskommandant (general de 3 estrelas). No entanto, em tempos de guerra e em "necessidade", a Bundesversammlung (Assembleia Federal) elege um general para comandar o exército e a força aérea. Em 30 de Agosto de 1939, Henri Guisan foi eleito com 204 votos de um total de 227. Ele assumiu a posição imediatamente.
A invasão da Polônia pela Wehrmacht dois dias depois fez o Reino Unido declarar guerra à Alemanha. Guisan convocou uma mobilização geral e emitiu o Operationsbefehl Nº 1, o primeiro do que seria uma série de planos defensivos em desenvolvimento. O primeiro designou os três corpos do exército existentes a leste, norte e oeste, com reservas no centro e sul do país.

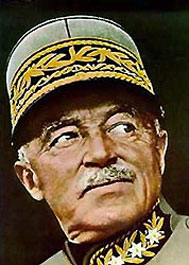
Henri Guisan (1874-1960).

Guisan relatou ao Conselho Federal em 7 de setembro que, no momento da declaração britânica de guerra, "todo o nosso exército esteve em suas posições operacionais em dez minutos". Ele também fez com que seu chefe do Estado-Maior aumentasse a idade de elegibilidade de serviço de 48 para 60 anos (homens dessas idades formariam as unidades Landsturm de retaguarda) e ordenou a formação de um corpo de exército inteiramente novo de 100.000 homens.
A Alemanha começou a planejar a invasão da Suíça em 25 de Junho de 1940, dia da queda da França. Neste ponto, o exército alemão na França consistia de três grupos do exército com dois milhões de soldados em 102 divisões. Suíça e Liechtenstein estavam cercados pela França ocupada e pelas forças do Eixo, e assim Guisan emitiu o Operationsbefehl Nº 10, uma revisão completa dos planos defensivos suíços existentes. A fortaleza de Saint-Maurice, o passo de São Gotardo, no sul, e a fortaleza de Sargans, no nordeste, serviriam como linha de defesa. Os Alpes suíços seriam sua fortaleza. O 2º, 3º e 4º Corpo de Exército suíço conteria os invasores na fronteira, enquanto os demais recuariam para o refúgio alpino conhecido como Réduit national. Os centros populacionais, no entanto, estavam todos localizados nas planícies do norte. Eles teriam que ser deixados para os alemães para que o resto sobrevivesse.
Hitler exigiu ver planos para a invasão da Suíça após o armistício com a França. Franz Halder, chefe do OKH, recorda: "Eu estava constantemente ouvindo sobre explosões da fúria de Hitler contra a Suíça, que, dada a sua mentalidade, poderia ter levado a qualquer minuto atividades militares para o exército." O capitão Otto-Wilhelm Kurt von Menges, do OKH, apresentou um projeto de plano para a invasão. O Generaloberst (coronel-general) Wilhelm Ritter von Leeb (Grupo de Exércitos C), liderado pelo Generalleutnant Wilhelm List e pelo 12.º Exército, conduziria o ataque. Leeb pessoalmente reconheceu o terreno, estudando as rotas de invasão mais seguras e caminhos de menor resistência. Menges observou, em seu plano, que a resistência suíça era improvável e que um Anschluss não violento seria o resultado mais provável. Com "a situação política atual na Suíça", escreveu ele, "pode aceder às demandas do ultimato de maneira pacífica, de modo que depois de uma guerra de fronteira, uma transição rápida para uma invasão pacífica deve ser assegurada".

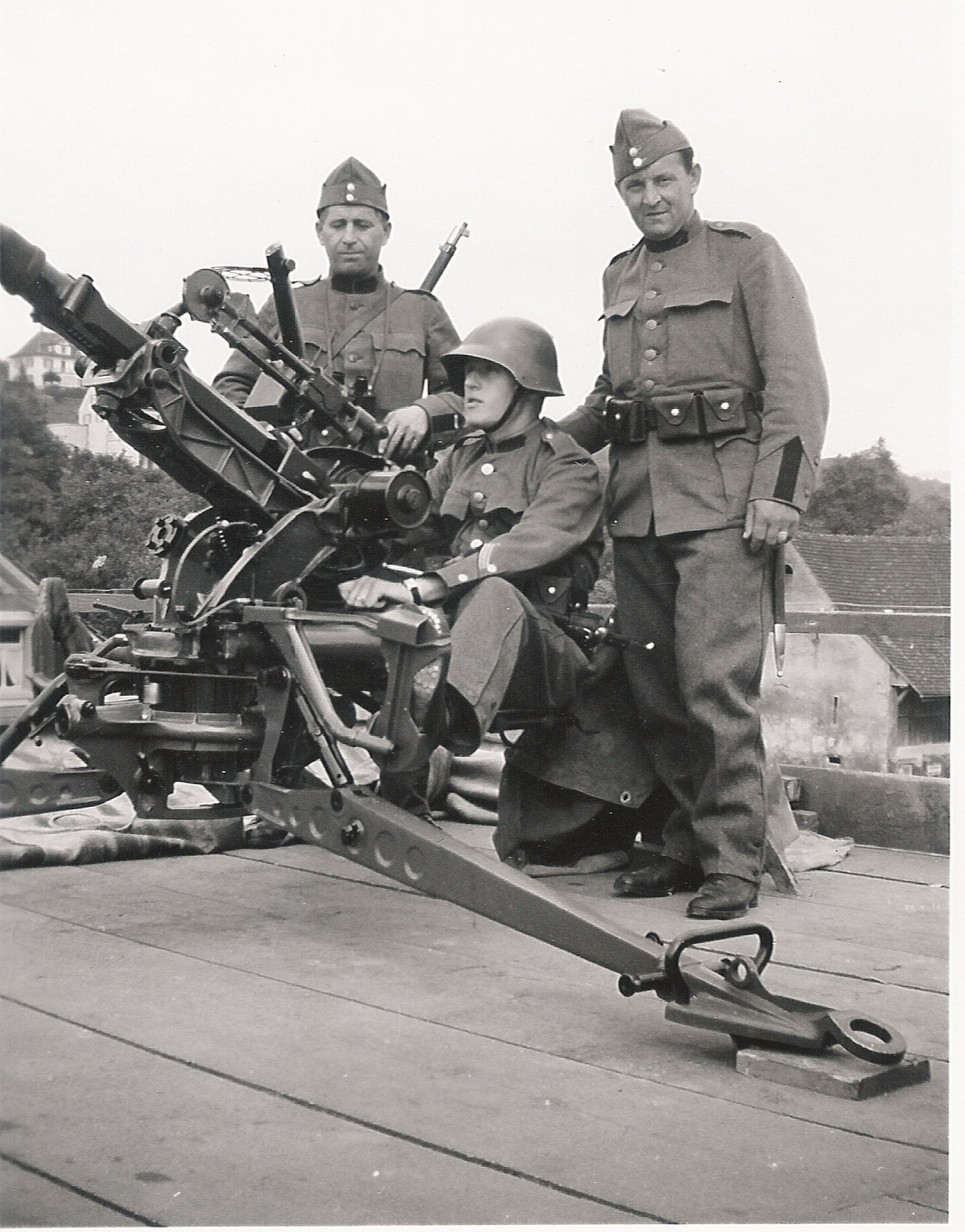
Defesa antiaérea suíça em Mellingen.

O plano continuou a ser revisado até outubro, quando o 12º Exército apresentou seu quarto esboço, agora chamado operação Tannenbaum ("Árvore de Natal"). O plano original previa 21 divisões alemãs, mas esse número foi reduzido para 11 pelo OKH. O próprio Halder havia estudado as áreas fronteiriças, e concluiu que "a fronteira Cantão do Jura não oferece base favorável para um ataque. A Suíça sobe, em sucessivas ondulações de áreas cobertas por florestas na rota da invasão. Os pontos de cruzamento no rio Doubs e fronteira são poucos, a posição da fronteira suíça é forte". Ele decidiu usar um "drible" de infantaria no Jura para forçar a retirada o exército suíço e depois cortá-lo na retaguarda, como fora feito na França. Com as 11 divisões alemãs e aproximadamente 15 outras divisões italianas preparadas para entrar pelo sul, os suíços vislumbravam uma invasão de entre 300.000 e 500.000 homens.
Hitler nunca deu sinal verde, por razões ainda incertas hoje. Uma crença comum é que uma Suíça neutra teria sido útil para esconder o ouro do Eixo e escapar para os criminosos de guerra em caso de derrota (ver: Ratlines). Este também foi um possível motivo para manter a neutralidade da Suécia. Uma opinião comum é que haveria pouco ganho ou valor estratégico na conquista do país, especialmente levando-se em conta o custo de uma prolongada e onerosa guerra nas montanhas que poderia ter ocorrido. Este custo superaria o benefício e seria um aspecto chave de uma média potência, como a Suíça, mantendo sua independência diante de um poder nacional muito mais forte. Embora a Wehrmacht tenha se movido para a Suíça em suas ofensivas, ela nunca tentou invadir. Após o Dia D, a operação "Árvore de Natal" foi suspensa e a Suíça permaneceu neutra durante toda a guerra.

## Planos nazistas para a administração da Suíça
O objetivo político alemão na esperada conquista da Suíça era recuperar a maior parte da população suíça "racialmente adequada" para o povo alemão, e visando a anexação direta ao III Reich de pelo menos suas partes étnicas alemãs.
Com este objetivo em mente Heinrich Himmler discutiu a capacitação de várias pessoas para a posição de Reichskommissar para a "reunião" da Suíça com a Alemanha e seu subsequente Reichsstatthalter (governador do Reich) com seu subordinado Gottlob Berger em Setembro de 1941. Este oficial ainda a ser escolhido teria a tarefa de facilitar a fusão total (Zusammenwachsen) das populações suíças e alemãs. Himmler tentou ainda expandir a SS para a Suíça, com a formação da Germanische SS suíça em 1942.
Um documento chamado Aktion S (com o cabeçalho completo Reichsführer-SS, SS-Hauptamt (escritório central da SS) e Aktion Schweiz) também foi encontrado nos arquivos de Himmler. Ele detalhou o processo planejado para o estabelecimento do regime nazista na Suíça, desde sua conquista inicial pela Wehrmacht até sua completa consolidação como uma província alemã. Não se sabe se este plano preparado foi endossado por qualquer membro de alto nível do governo alemão.
Após o Segundo Armistício em Compiègne, em Junho de 1940, o Ministério do Interior do Reich produziu um memorando sobre a anexação de uma faixa do leste da França, da foz do rio Somme ao lago de Genebra, como reserva para a colonização alemã do pós-guerra. A divisão planejada da Suíça estaria de acordo com essa nova fronteira franco-alemã, deixando efetivamente a região de língua francesa da Suíça romanda também anexada ao Reich, apesar da diferença lingüística.

### Participação da Itália Fascista
A Itália Fascista, aliada da Alemanha na guerra, sob o domínio de Benito Mussolini, desejava as áreas de língua italiana da Suíça como parte de suas reivindicações irredentistas na Europa, particularmente no cantão suíço de Ticino. Em viagem pelas regiões alpinas italianas, ele anunciou a sua comitiva que "a Nova Europa... não poderia ter mais do que quatro ou cinco grandes estados; os menores [não] teriam mais nenhuma razão de ser e [teriam] de desaparecer".
O futuro do país numa Europa dominada pelo Eixo foi discutido em uma mesa-redonda em 1940 entre o ministro das Relações Exteriores da Itália, Galeazzo Ciano, e o ministro das Relações Exteriores da Alemanha, Joachim von Ribbentrop, também assistido por Hitler. Ciano propôs que, no caso da dissolução da Suíça, ela deveria ser dividida ao longo da cadeia central dos Alpes Ocidentais, uma vez que a Itália desejava as áreas ao sul dessa linha de demarcação como parte de seus próprios objetivos de guerra. Isso teria deixado a Itália no controle de Ticino, Valais e Graubünden.